# 苑囿蕃
苑囿蕃（？—？），锦衣卫官籍，顺天府良鄉縣人。明朝政治人物。

## 生平
万历四十六年（1618年）戊午科顺天乡试举人，天啓五年（1625年）乙丑科進士，授行人，崇祯元年奉使册封穀城王，崇祯三年考选，授试御史，后官至员外郎。